# 五城兵马司 (北京)
五城兵马司是明朝政府于永乐迁都后，在北京设置的城市管理机构，后拆分为五个兵马指挥司，仍以五城兵马司为合称。清朝仍有设置，是明清两代负责北京城治安、街巷、火灾等市政事务的机构。
永乐二年（1404年），明成祖迁都北京后设置北京兵马指挥司。永乐七年（1409年），仿南京制度，置五城兵马司。永乐十八年（1420年），分五城兵马司，设中、东、西、南、北五城兵马指挥司。五城兵马指挥司为正六品衙门。明代的兵马司由巡城御史提督，並不隸屬兵部。兵馬指揮則由錦衣衛派任，多為恩蔭寄祿的外戚領銜。亲王、郡王妃的父亲无官职者，亲王妃父授兵马指挥、郡王妃父授副指挥，不管事。清朝的兵马司隶属于都察院。该部门主要负责治安，火禁及疏理沟渠街道等事與明代同。